# Анзорге, Иоахим
Иоахим Альберт Конрад Анзорге (нем. Joachim Albert Conrad Ansorge; 24 июля 1893 года, Веймар — 22 июля 1947 года, Вик-ауф-Фёр) — немецкий пианист.

## Биография
Сын и ученик Конрада Анзорге, учился также у Р. М. Брайтхаупта и Генриха Барта. До 1933 г. преподавал в Институте церковной и школьной музыки при Кёнигсбергском университете, концертировал в Восточной Пруссии как пианист (в частности, с исполнением всех фортепианных сонат Людвига ван Бетховена). В 1939—1945 гг. профессор Берлинской Высшей школы музыки, работал также в Вене.
Утонул во время купания в море.